# 루스 브래들리
루스 브래들리(Ruth Bradley, 1987년 1월 24일 ~ )는 아일랜드의 배우이다.

## 출연 작품

### 영화
- 라파예트 (2006)
- 그래버스 (2012)
- 홀리데이즈 (2016)
- 비밀정보원: 인 더 프리즌 (2019) - 캣 역
- 더 원더 (2022)

### 텔레비전
- 휴먼스 (2015-18)